# Velika loža Londona
Velika loža Londona (angleško Great Lodge of London) je bila prva prostozidarska velika loža, ki je nastala 24. junija 1717 z združitvijo štirih dotedanjih londonskih lož: Pri goski in ražnju, Pri kroni, Pri jablani in Pri kupi in grozdju. Zadnja od lož je bila s 70 člani, kot sta bila Albrecht Wolfgand pl. Schaumburg - Lippe ter Johann Peter Gogel, najštevilčnejša, ostale tri pa so imele po 15 članov.
Leta 1725 je velika loža imela že 45 lož, leta 1723 pa 125. Leta 1726 se je loža preimenovala v Veliko ložo Anglije.